# 赫伯特·科爾里奇
赫伯特·「赫比」·科爾里奇（英語：Herbert "Herbie" Coleridge，1830年10月7日—1861年4月23日）是一名英國語言學家，《牛津英語詞典》的首任主編。他是詩人塞缪尔·泰勒·柯勒律治的孫子。

## 生平
他是莎拉與亨利·尼爾森·科爾里奇的兒子。他在牛津大学贝利奥尔学院獲得古典學和數學的雙料第一。畢業後，他成為一名大律師，但靠著小額年金生活，將大部分時間和精力投入到語言學研究中。27歲時，作為語言學會的成員，他與理察德·切尼維克斯·特倫奇和弗雷德里克·詹姆斯·弗尼瓦爾組成一個委員會，負責識別和研究當時英語辭典中未列出和未定義的詞彙。這個委員會的努力最終導致《牛津英語辭典》的發展。他是一位敬業的編輯，在為該項目完成了一些基本工作後，於30歲時死於肺結核。

## 外部連結
- 赫伯特·科爾里奇的作品  - 古騰堡計劃
- 互联网档案馆中赫伯特·科爾里奇的作品或与之相关的作品
- The Genealogy of Coleridge Family and Coleridge links，存档于（存檔日期 29 October 2009）
- Chisholm, Hugh (编). .  6 (第11版). London: Cambridge University Press. 1911.